# Elektronischer Rechtsverkehr
Elektronischer Rechtsverkehr (meist auch ERV oder ELRV, in Österreich auch webERV) ist der Überbegriff für elektronische Kommunikationsmöglichkeiten zwischen Gerichten und Verwaltungsbehörden einerseits sowie Rechtsanwälten, Notaren, Bürgern und Unternehmen andererseits.
ERV ist eine Teilmenge von E-Justice.

## Umsetzung

### Deutschland
Als so genannten „elektronischen Rechtsverkehr“ bezeichnet man die elektronische Kommunikation mit den Gerichten (elektronischer Posteingang des Gerichts) und von Seiten der Gerichte (elektronischer Postausgang). Dieser wird derzeit in zahlreichen Bundesländern und Gerichtsbarkeiten noch „einseitig“ durchgeführt; d. h. die Gerichte haben einen elektronischen Zugangskanal eröffnet, drucken aber – ähnlich einem Telefaxeingang – das elektronische Dokument aus und senden auch ausschließlich Telefaxe oder Briefpost an die Verfahrensbeteiligten zurück. Die Vorgaben des sog. „eJustice-Gesetzes“ (Gesetz zur Förderung des elektronischen Rechtsverkehrs – BR-Drs. 500/13) werden durch diese „elektronische Sackgasse“ aber bereits erfüllt; die Gerichte sind – im Gegensatz zu den sog. „professionellen Verfahrensbeteiligten“ nicht zu einem elektronischen Postausgang verpflichtet.
Von einem echten elektronischen Rechtsverkehr dürfte hingegen nur dann gesprochen werden, wenn dieser auch bidirektional erfolgt, also nicht nur elektronische Posteingänge vom Gericht entgegengenommen werden, sondern das Gericht auch selbst elektronisch versendet.
§ 174 Abs. 3 ZPO erlaubt die elektronische Übermittlung an Personen, an die gegen Empfangsbekenntnis zugestellt werden darf (§ 174 Abs. 1 ZPO), oder an Personen, die einer elektronischen Zustellung ausdrücklich zugestimmt haben. Sie ist daher auch zulässig und wirksam, wenn diese Personen zwar über ein den Anforderungen entsprechendes elektronisches Postfach verfügen, gegenüber dem Gericht aber tatsächlich gar keine elektronische Kommunikation betreiben – und eigentlich auch nicht betreiben wollen. Dieses Vorgehen nennt man den „initiativen elektronischen Rechtsverkehr“ oder die sog. „passive Nutzungspflicht“ eines eröffneten elektronischen Kommunikationskanals. Hinsichtlich des Posteingangs über das elektronische Gerichts- und Verwaltungspostfach (EGVP) war die Zulässigkeit dieses initiativen elektronischen Rechtsverkehrs bzw. die passive Nutzungspflicht des EGVP nach nahezu unumstrittener Meinung zulässig. Es war Konsens, dass im elektronischen Rechtsverkehr kein Anspruch auf eine postalisch übersandte gerichtliche Entscheidung mehr besteht. Die einzige Option – jedenfalls bis zur Einführung der Nutzungspflicht durch das eJustice-Gesetz –, um sich elektronischen Übermittlungen durch die Gerichte zu entziehen, bestand somit darin, ein eingerichtetes EGVP-Postfach wieder abzumelden. Den Justizverwaltungen eröffneten sich daher enorme Einsparpotenziale im Portobereich, denn die Gerichte können das gesamte EGVP-Adressbuch jederzeit durchsuchen – je nach eingesetzter Gerichts-Software auch automatisiert. Erst durch die Einrichtung des besonderen elektronischen Anwaltspostfachs (beA) differenzierten sich zur passiven Nutzungspflicht des elektronischen Rechtsverkehrs die Rechtsmeinungen.
Ab dem 1. Januar 2018 sieht das Gesetz die förmliche Zustellung gegen Empfangsbekenntnis (eEB) nur noch über einen sicheren Übermittlungsweg gemäß § 130a Abs. 4 ZPO vor, vgl. § 174 Abs. 3 Satz 3 ZPO.
Der Stand der Umsetzung des elektronischen Rechtsverkehrs in den Bundesländern und ihren Gerichtsbarkeiten wird auf dem Justizportal des Bundes und der Länder veröffentlicht.

### Österreich
Ausgehend von einer Zivilrechtsreform zur Vereinheitlichung des Mahnwesens Ende der 1980er und Einführung der Verfahrensautomation Justiz wurde in Österreich am 1. Jänner 1990 der Elektronische Rechtsverkehr (kurz ERV) für die Übermittlung von Anträgen an Bezirksgerichte gestartet. Die Initiatoren dafür waren einerseits das Bundesministerium für Justiz und andererseits die Österreichische Rechtsanwaltschaft. Technisch betrieben wurde der Service von Anfang an durch die damalige Radio Austria AG (jetzt Telekom Austria).
In der ersten Phase waren ausschließlich Mahnklagen zur elektronischen Einbringung gestattet. Über mehrere Ausbauschritte hinweg – begleitend von den entsprechenden gesetzlichen Änderungen – wurden im Jahr 1995 Exekutionsanträge, 1996 formlose Anträge und Klagen in arbeitsgerichtlichen Verfahren sowie 2003 Klagen an Gerichtshöfe zum elektronischen Rechtsverkehr zugelassen. Seit Mitte 1999 werden gerichtliche Erledigungen an die Teilnehmer im ERV übermittelt. Anfänglich war der Empfang freiwillig, seit Mitte 2000 ist dieser verpflichtend. Der Erfolg des Systems zeichnet sich dadurch aus, dass bis Ende 2007 etwa 50 Millionen Anträge und Erledigungen übermittelt worden sind.
Kernfunktionalität im ERV ist die Weiterverarbeitung der elektronisch erfassten Daten. Daher werden die Anträge und Erledigungen in strukturierter Form übermittelt. Dateien von Textverarbeitungsprogrammen sind nicht zulässig, pdf-Dateien nur als Beilage. Fax-Übermittlungen gelten nicht als Elektronischer Rechtsverkehr. Sowohl die Gerichts-EDV als auch die bei ERV-Teilnehmern eingesetzten Anwendungen bieten den Import und die Weiterverarbeitung neuer Daten und sparen Zeit in der Administration der gerichtsanhängigen Verfahren.
Die rechtliche Basis ist im § 89 ff Gerichtsorganisationsgesetz (GOG) definiert. Die Details werden in der Verordnung zum Elektronischen Rechtsverkehr (ERV 2006) geregelt. Um nach zögerlichem Beginn die Akzeptanz zu steigern, wurde mit Jänner 1997 eine finanzielle Unterstützung mit der Erhöhung des Rechtsanwaltstarifs für elektronische eingebrachte Anträge geschaffen (§ 23a Rechtsanwaltstarifgesetz).
Waren beim Start ausschließlich Rechtsanwälte berechtigt, den ERV zu verwenden, so gibt es heute keine Einschränkungen im Teilnehmerkreis. Für Rechtsanwälte ist die Verwendung des ERV seit 1999 verpflichtend.
Im November 2001 wurde der ERV von der Europäischen Kommission mit dem eGovernment-Label „Good Practice“ ausgezeichnet.
Trotz verschiedener Weiterentwicklungen über die Jahre war Anfang des 21. Jahrhunderts die verwendete Technologie nicht mehr zeitgemäß. Des Weiteren wurde durch das Redesign der Verfahrensautomation Justiz ab Ende der 1990er die Gerichts-EDV vollständig neu gestaltet. Nach ausgiebiger Konzeptions- und Pilotphase startete 2007 der neue webERV und damit die Ablösung des Vorläufersystems. Mit 31. Dezember 2008 hat Telekom Austria das Service des ERV eingestellt. Für die Übermittlung steht daher nur noch der webERV zur Verfügung. Siehe dazu auch den ausführlichen Artikel webERV.
Siehe auch: Dokumenteneinbringungsservice.

### Schweiz
In der Schweiz können Eingaben an Gerichte und Behörden seit dem 1. Januar 2011 auch elektronisch eingereicht werden. Dies gilt allerdings nur für zivile und strafrechtliche Angelegenheiten zwingend.
Für die Übermittlung an eine Behörde verlangt das Gesetz, dass eine sichere Zustellplattform gewählt wird. Diese weist gegenüber dem normalen elektronischen Postverkehr (E-Mail) diverse Vorteile auf. Sie ermöglicht Vertraulichkeit, die Wahrung der Integrität von Mitteilungen sowie die zeitgenaue Nachweisung des Versandes und Erhaltes. Um sicherzustellen, dass eine Plattform dies gewährleisten kann, muss sie bestimmte Anforderungen erfüllen und vom Eidgenössischen Justiz- und Polizeidepartement anerkannt werden. Am 19. Mai 2016 wurden PrivaSphere Secure Messaging und IncaMail offiziell zu den sicheren Zustellplattformen in rechtlichen Verfahren ernannt.
Das Interesse am elektronischen Rechtsverkehr war in der Schweiz bisher noch nicht sehr ausgeprägt. Beim Bundesgericht, bei dem man sich seit 2007 elektronisch beschweren kann, gingen 2015 nur 39 Beschwerden elektronisch ein. 7853 Beschwerden gingen auf dem herkömmlichen Papierweg ein. Auch zeigt ein Bundesgerichtsentscheid 10. Februar 2017, dass zwar zivile und strafrechtliche Angelegenheiten auf allen Ebenen seit 1. Januar 2011 elektronisch eingereicht werden können, dies aber für Verwaltungsverfahren auf kantonaler Ebene nicht zwingend gelte. Dies hängt von den kantonalen Regelungen ab. Das Bundesgericht beurteilte den Fall eines Mannes, der kurz vor Mitternacht am letzten Tag der Beschwerdefrist eine elektronische Beschwerde an die versicherungsrechtliche Abteilung eingereicht hatte. Thema war der Streit um Arbeitslosengelder. Da der Kanton Wallis über keine gesetzliche Grundlage für elektronische Beschwerden in diesem Rechtsgebiet verfügt, ging das Gericht nicht auf die Beschwerde ein.

### Tschechien
Ein Elektronischer Briefkasten (tschechisch: Datová schránka) zur Kommunikation mit Behörden wurde im Land per Gesetz Nr.:300/2008 Sb. ab dem Jahr 2009 für alle (natürliche und juristische Personen) eingeführt. Ab 2015 ist diese Art der Kommunikation für juristische Personen zwingend vorgeschrieben. Der gesamte Behördenverkehr, z. B. mit dem Finanzamt, ist ausschließlich nur noch auf elektronischem Wege abzuwickeln. Bei Nichtverwendung werden Sanktionen angedroht.